# Sin megami tenszei: Devil Children
A Sin megami tenszei: Devil Children (真・女神転生 デビルチルドレン; Hepburn: Shin Megami Tensei Debiru Chirudoren; magyaros átírással Sin Megami Tenszei Bebiru Csirudoren) a Megami Tensei sorozat egyik mellékága. A Devil Children játékokat a Multimedia Intelligence Transfer fejlesztette és az Atlus adta ki.
A Devil Children a Megami Tensei sorozatnak az a mellékága ami a kisebb gyerekeket célozza meg. A handheld verziókban össze lehet kötni két gépet szörnyeket lehet cserélni.
Az anime sorozatot, a Shin Megami Tensei: Devil Children-t (a Red Bookot és a Black Bookot dolgozza fel) 2000 októberétől 2001 szeptemberéig sugározták a japán televíziókban. Ezt követte a Shin Megami Tensei D Children: Light & Dark (a Book of Lightot és a Book of Darkot dolgozza fel) 2002 októberétől 2003 szeptemberéig sugározták.
A Comic Bom Bom magazinba volt látható a sorozat mangakája amit Hideaki Fudzsí rajzolt. Kártyajátékot is készítettek a sorozat alapján.

## Játékok

### Shin Megami Tensei: Devil Children – Black Book/Red Book/White Book
A Shin Megami Tensei: Devil Children Black Book (真・女神転生 デビルチルドレン 黒の書; Hepburn: Shin Megami Tensei Debiru Chirudoren Kuro no Sho; magyaros átírással Sin Megami Tenszei Csirudoren Kuro no So), Red Book-ot (真・女神転生 デビルチルドレン 赤の書; Hepburn: Shin Megami Tensei Debiru Chirudoren Aka no Sho; magyaros átírással Sin Megami Tenszei Debiru Csirudoren Aka no So) és White Book-ot (真・女神転生 デビルチルドレン 白の書; Hepburn: Shin Megami Tensei Debiru Chirudoren Shiro no Sho; magyaros átírással Sin Megami Tenszei Debiru Csirudoren Siro no So) csak Japánban adták ki. A játékból 3 verziót adtak ki. A Red Book és a Black Book jött ki először, majd utánuk a White Book. A Red Book-ot és a Black Book-ot kiadták egy csomagban PlayStationre is. A PlayStation verzióban benne volt az anime szeijúja is.
Mindegyik játékban más volt a Devil Child (olyan gyerek aki félig démon, félig ember). Az emberek szörnyeket gyűjtenek (ahasonlóan a Digimonhoz). A játék a modern Japánban játszódik mint a legtöbb MegaTen játék.

#### Történet
- Black Book

A Black Book főhőse Kai Szecuna. Az ő Nakamája egy Cerberusz, aminek neve Cool(クール).
Azon a napon amikor megkapja a Devil Riserét az öccsét elrabolja egy Jack Frost és elviszi a Makaiba (Démon Világ). Szecuna elindul megmenteni az öccsét.
- Red Book

Kaname Mirai a Red Book főhősnője. Az ő Nakamája egy Bell(ベール), egy rózsaszín griffmadár.
Mirai a Devil Riserét az iskolában kapja meg, majd nem sokkal később megtámadja egy démon. A Devil Riser segítségével megidézi Veilt. A támadást visszaveri de az édesanyjára emlékeztető ékszert elvették tőle.
Ekkor megjelenik Takashou Zed és elviszi Mirait a Makaiba. A Makai királya arra kéri Mirait, hogy győzze le a másik Devil Childrent aki a világot pusztítja.
- White Book

A Tenkai és a Makai megváltozott a Ragnarok korszak közeledtével. A Tenkai erői meg akarják változtatni a világot, az ellentétes erő a Makai pedig angyalokat és ördögöket akar gyerekek testébe zárni. A két erő két gyermekbe zárta erőjét akik ugyanazon a napon születtek ugyanabban a kórházban. Tíz évvel később ugyanabba az iskolába járnak és barátok lettek.
Kuzua Maszaki a White Book főszereplője. Maszaki partnere egy zöld kiméra aminek a neve Cray. Takaharu partnere pedig Rei egy főnix. A Red Book és a Black Book után játszódik pár hónappal.
Egyik reggel amikor Maszaki iskolába ment megtámadta egy démon. Cray ráugrott Maszakira így megmentette az életét. Cray elmondta, hogy Maszaki a „Makai kiválasztott Devil Child”-ja majd oda adta neki a Devil Riserét. Iskola után Takaharu húga Sou Maszakira várt amikor Dark Slumber-t okozott neki egy démon aki a Devil Childokat kereste. Maszaki úgy döntött, hogy elmegy a Makaiba, hogy megkeresse erre a gyógyszert.

#### Játékmenet
A játék a Pokemon Red and Blue videójátékéhoz hasonló. De itt a Pokemon sorozattal ellentétben nem le kell győzni a szörnyeket, hogy belépjenek a csapatba hanem mint a Last Bible sorozatban beszélgetni kell velük.
A Devil Children különbözik a legtöbb RPG-től. Ebben a játékban a démonok nem lépnek szintet. Csak az emberek fejlődnek és minél nagyobb a szintjük annál nagyobb az esély, hogy megszereznek egy új démont. Két Game Boyt össze is lehet kötni, hogy így harcoljanak vagy így cseréljenek szörnyeket a játékosok.

### Shin Megami Tensei: Devil Children – Book of Light/Book of Dark
A Shin Megami Tensei: Devil Children  Book of Light (真・女神転生 デビルチルドレン 闇の書; Hepburn: Shin Megami Tensei Debiru Chirudoren Yami no Sho; magyaros átírással Sin Megami Tenszei Debiru Csirudoren Jami no So) és a Book of Dark (真・女神転生 デビルチルドレン 黒の書; Hepburn: Shin Megami Tensei Debiru Chirudoren Kuro no Sho; magyaros átírással Sin Megami Tenszei Debiru Csirudoren Kuro no So) RPG játékok. Észak-Amerikában DemiKids:  Light Version/Dark Version címen adták ki. A Book of Light főszereplője Jin, a Book of Darké Akira.

#### Történet
A játék 200X-ben játszódik. 
Jin, Akira, Lena és Ami a könyvtárban vannak megtalálják az „Akuma Compendium”-ot. Ekkor démonok jelennek meg. Ami ekkor elmondja Jinnek és Akirának, hogy Devil Childrenek. Átadja nekik a Devil Riserjeiket. Majd a csapat átmegy az „Idő Ajtaján” és Valhallába jutnak ahol meg kell küzdeniük Imperiusszal. Jin Nakamája Rand egy oroszlán, Akiráé pedig Gale.

#### Játékmenet
A játékmenet az elődeihez hasonló.
A Dark és a Light verzió is ugyanazt a történetet meséli el, de különböző perspektívából. Bizonyos démonok vagy csak a Dark verzióban vannak benne vagy csak a Light verzióban.

### Shin Megami Tensei: Devil Children – Puzzle de Call!
A Shin Megami Tensei: Devil Children  Puzzle de Call! (真・女神転生 デビルチルドレン　パズルdeコール!) egy olyan puzzle játék mint a Szókoban is. A story módban Randnek és Galenek ki kell rakni a puzzleöket, hogy megmentsék gazdáikat. Két Game Boyt össze is lehet kötni így egymással harcolni.

### Shin Megami Tensei: Devil Children – Book of Fire/Book of Ice
A Shin Megami Tensei: Devil Children  Book of Fire/Book of Ice (真・女神転生 デビルチルドレン　炎の書/氷の書) a Book of Light/Book of Dark folytatása. Ugyanazok a szereplők vannak bennük mint az előző játékokban.

#### Történet
A Book of Light /Book of Dark eseményei után a béke helyreállt. De ezt a nyugalmat egy földrengés zavarja meg és viharfelhők közelednek a város felé, a felhőkkel pedig sötét erők is közelednek.
Egy angyal jelenik meg aki elmondja Jinnek és Leának a közelgő világvégét. Ekkor egy torony jelenik meg, Jin és Lena elmennek a toronyhoz. Eközben Akira aki az utcán van és látja, hogy Ami-t egy Hamel nevű démon üldözi. Akira megmenti Amit.
- Fire book

Jinnek meg kell küzdeni Lenával aki az „Angel Child”.
- Ice book

Akira többet derít ki Amiről.

### Shin Megami Tensei: Devil Children – Messiah Riser
A Shin Megami Tensei: Devil Children  Messiah Riser (真・女神転生 デビルチルドレン　メシアライザー) egy valós idejű stratégiai játék amiben a Book of Light/Book of Dark szereplői vannak. A történet a „Messiah Riser” megjelenéséről szól.

#### Történet
Hosszú idők után Valhallát újra egy démon uralja, de egy Devil Child, akit csak „Legendás Messiás” néven emlegetnek megjelenik és bezárja a démont ősi kövek segítségével egy Messiah Riserbe.
A Birodalmi Katonák ki akarják szabadítani ezt a démont. A csapatnak ezt meg kell akadályozni.

## Anime
Japánban két sorozatot is vetítettek. Az egyik a Red & Black, a másik a Light & Dark játékokról szól. Az első sorozat a Shin Megami Tensei: DeviChil-t (真・女神転生デビチル; Hepburn: Shin Megami Tensei: DebiChiru; magyaros átírással Sin Megami Tenszei DebiCsiru) a Csubu-Nippon Broadcasting Networkön vetítették 2000. október 20-ától. A sorozatnak 50 epizódja volt.
A második sorozatot a Shin Megami Tensei: D-Children Light & Dark-ot (真・女神転生Dチルドレン ライト&ダーク; Hepburn: Shin Megami Tensei: DīChirudoren Raito ando Dāku; magyaros átírással Sin Megami Tenszei DíCsirudoren Raito ando Dáku) a TV Tokió vetítette 2002. október 5-étől. A sorozatnak 52 epizódja volt. A 26. részig az Actas készítette, a 27. résztől pedig a Studio Comet.

## Manga
Két manga sorozatot is készítettek. Mindkettőt Hideaki Fudzsí rajzolta és a Comic Bom Bom magazinban jelent meg. A két mangát Shin Megami Tensei Devil Childrennek és Shin Megami Tensei Devil Children: Light&Darknak hívták. A karakterek kinézete különbözött a játékban láthatóaktól és a történet sötétebb és agresszívabb mint a játékban.

### Játék
- Black Book/Red Book hivatalos oldala
- White Book hivatalos oldala
- Red és Black Book PS verzióinak hivatalos oldala
- Book of Light/Book of Dark hivatalos oldala
- Book of Fire/Book of Ice hivatalos oldala
- Puzzle de Call! ohivatalos oldala
- Messiah Riser hivatalos oldala
- Demikids hivatalos oldala

### Anime
- Devil Children CBC hivatalos oldala Archiválva 2020. november 9-i dátummal a Wayback Machine-ben